# 神上寺ユースホステル
神上寺ユースホステル（じんじょうじユースホステル）は山口県下関市豊田町にあったユースホステル。
豊田町市街地の南西、華山（げさん）の山麓にある寺院「神上寺」をユースホステルとして解放したもの。

## アクセス
- JR山陽本線小月駅・山陰本線長門市駅からサンデン交通バスで「石町」下車徒歩20分。